# Yuri Andrópov
Yuri Vladímirovich Andrópov (en ruso: Ю́рий Влади́мирович Андро́пов; 2 de juniojul./ 15 de junio de 1914greg.-9 de febrero de 1984) fue un político soviético y el Secretario General del Partido Comunista de la Unión Soviética (PCUS) desde el 12 de noviembre de 1982 hasta su muerte, quince meses más tarde.
Tras ingresar al Partido Comunista en 1939, ocupó varios cargos dentro del mismo. En 1954, fue nombrado embajador en Hungría, puesto que ocupó hasta 1957 y, según los historiadores, desempeñaría un rol importante en el aplastamiento de la rebelión que se estaba dando contra el gobierno comunista en 1956. Tras volver a Moscú, continuó su carrera encabezando el Departamento de Relaciones con los Partidos Comunistas y Obreros de los Países Socialistas hasta 1967, año en el que fue nombrado director de la KGB. En esta posición, supervisó una persecución de disidentes llevada a cabo mediante arrestos masivos y la psiquiatría represiva. Después de que Leonid Brézhnev sufriera un derrame cerebral en 1975 que dañó su capacidad para gobernar, Andrópov efectivamente dominó la elaboración de políticas junto al Ministro de Asuntos Exteriores Andréi Gromyko, al Ministro de Defensa Andréi Grechko, y el sucesor de Grechko, mariscal Dmitri Ustínov, durante el resto del gobierno de Brézhnev.
Tras la muerte de Leonid Brézhnev en 1982, fue elegido Secretario General del PCUS y un año más tarde Presidente del Presídium del Sóviet Supremo de la Unión Soviética. Su corto mandato estuvo orientado en un sentido reformista, tratando de aligerar el peso de la burocracia y de revitalizar la economía y la administración del país, gravemente estancada durante la era Brézhnev; sin embargo, los problemas de salud lo mantuvieron apartado de la actividad política y murió sin haber realizado grandes reformas. Desapareció de los actos públicos en agosto de 1983 y murió el 9 de febrero de 1984, habiendo dirigido el país durante unos 15 meses. Unos meses después, fue sustituido por Konstantín Chernenko.

## Primeros años
Yuri Andrópov nació el 15 de junio de 1914 en la aldea de Nagútskaya, hoy en el krai de Stávropol, era hijo del funcionario ferroviario Vladímir Konstantínovich Andrópov, quien era miembro de una familia noble de los Cosacos del Don. Su madre fue Yevguenia Kárlovna Fleckenstein, una profesora de música que era hija de un comerciante de joyas y relojes germano-ruso de Moscú llamado Karl Fránzovich Fleckenstein, originario de Víborg.
Tras cursar sus estudios secundarios (1923-1931), trabajó como telegrafista y proyeccionista en salas de cine y luego de estudiar y graduarse en el colegio técnico de transporte acuático en la ciudad de Rýbinsk (1932-1936), Andrópov trabajó en los astilleros locales y desde comienzos de la década de 1930 era un participante activo del Komsomol local (organización juvenil del PCUS). En 1935, se casó con su primera esposa Nina Ivánovna Yengálycheva, con quien más tarde tuvo dos hijos (Yevguenia y Vladímir) y, un año más tarde empezaría su carrera como organizador del Komsomol.

## Inicio de su carrera en el Partido Comunista
En 1939, ingresó al Partido Comunista y luego de la Guerra de Invierno entre la Unión Soviética y Finlandia fue nombrado jefe del Komsomol en la recién creada República Socialista Soviética Carelo-Finesa. En 1940, conoció en Petrozavodsk a Tatiana Filípovna Lébedeva, con quien se casaría, en segundas nupcias, tras el comienzo de la guerra y, en agosto de 1941 tendrían un hijo.
Durante la Segunda Guerra Mundial, dirigió la guerrilla partisana en los territorios del norte ocupados por las tropas nazis. Desde 1944 en adelante, dejó Komsomol por el trabajo en el Partido Comunista y en 1947, fue elegido Segundo Secretario del Comité Central del Partido Comunista de la República Socialista Soviética Carelo-Finesa.
Gracias a su labor de organizador para movilizar a los jóvenes de la república durante la guerra, por ayudar a reconstruir la economía devastada por la guerra y por su participación en la organización del movimiento partisano, Andrópov fue galardonado con dos Órdenes de la Bandera Roja del Trabajo y una Medalla al Partisano en la Gran Guerra Patria de 1.ª Clase.

## Traslado a Moscú
En 1951, a petición del Comité Central y con la ayuda de Otto Kuusinen, se trasladó a Moscú, donde trabajó inicialmente como inspector. Su función era observar el trabajo de las organizaciones del partido de las repúblicas bálticas. También participó en la comisión que visitó a los militares soviéticos que participaron en la guerra de Corea y, en particular, visitó Mukden. Luego trabajó como jefe del departamento del partido, sindicatos y organismos del Komsomol del Comité Central del PCUS.
En mayo de 1953, Andrópov se trasladó al Ministerio de Asuntos Exteriores de la URSS, a sugerencia de Viacheslav Mólotov. En el Ministerio, Andrópov encabezó el Cuarto Departamento Europeo (Polonia, Checoslovaquia) y se entrenó en el Departamento Escandinavo bajo la dirección de Andréi Aleksándrov-Aguéntov.

## Período en Hungría
Andrópov fue degradado a asesor en la embajada soviética en Budapest, aunque más tarde fue ascendido a embajador en Hungría (julio de 1954–marzo de 1957), ocupando esta posición durante la Revolución húngara de 1956 en la que según algunos historiadores, Andrópov desempeñó un papel clave en aplastar la rebelión, convenciendo a un reacio Nikita Jrushchov de que la intervención militar era necesaria. Según el comandante general Bela Kiraly, el excomandante del ejército húngaro de Budapest, Andrópov logró astutamente confundir al primer ministro húngaro Imre Nagy acerca de las intenciones militares de los soviéticos y que más tarde le aseguró a Nagy que estaba a salvo de represalias soviéticas. Durante la crisis húngara de 1956, Andrópov demostró su fiabilidad. Sin embargo, en noviembre de 1956, los tanques soviéticos entraron en Budapest y Nagy fue capturado y ejecutado en 1958.

Para Andrópov la "tragedia húngara" fue un excelente trampolín para el despegue vertiginoso de su carrera. El embajador, que ya a principios de 1957 se había distinguido en Hungría, fue creciendo hasta encabezar el departamento del Comité Central del PCUS creado especialmente para él, que administraba las relaciones con los Partidos Comunistas de los países socialistas.

## Director del KGB (1967—1982)
En 1957, Andrópov regresó a Moscú desde Budapest a fin de encabezar el Departamento de Relaciones con los Partidos Comunistas y Obreros de los Países Socialistas, cargo que ocupó hasta 1967. En 1961, fue elegido miembro de pleno derecho del Comité Central del PCUS y en 1962 fue promovido al Secretariado del Comité Central. En 1967, fue relevado de su trabajo en el aparato del Comité Central y nombrado jefe del KGB bajo la recomendación de Mijaíl Súslov obteniendo poderes adicionales en 1973, cuando fue ascendido a miembro de pleno derecho del Politburó.

### Su papel en el aplastamiento de la Primavera de Praga
Durante los acontecimientos de la Primavera de Praga en Checoslovaquia, Andrópov fue el principal promotor de las «medidas extremas» que se materializó mediante la invasión del Pacto de Varsovia a Checoslovaquia. Ordenó la fabricación de inteligencia falsa, no solo para el consumo público, sino también para el Politburó soviético. «El KGB creó el miedo de que Checoslovaquia podría ser víctima de una agresión de la OTAN o de un golpe de Estado». En este momento, el agente Oleg Kalugin informó desde Washington que había obtenido acceso a "documentos absolutamente fiables que demostraban que ni la CIA ni ninguna otra agencia estaba manipulando el movimiento reformista checoslovaco". Sin embargo, su mensaje fue destruido porque contradecía la teoría de conspiración fabricada por Andrópov.

### Postura frente a los disidentes soviéticos

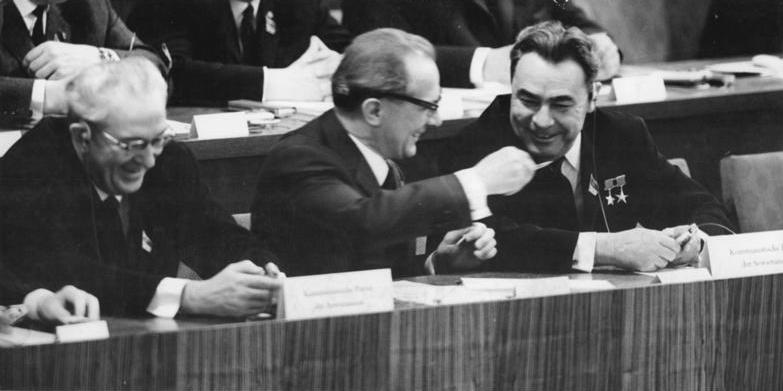
Yuri Andrópov, junto a Erich Honecker y Leonid Brézhnev (de izda. a dcha.). 1967

Andrópov buscó lograr "la destrucción de la disidencia en todas sus formas" y siempre insistió en que "la lucha por los derechos humanos era parte de un amplio complot imperialista para socavar los cimientos del Estado soviético".
El 3 de julio de 1967, dirigió una nota al Comité Central del Partido Comunista de la Unión Soviética (PCUS) proponiendo la creación de un nuevo Directorio en el KGB, denominado el Quinto directorio, para hacer frente a la oposición política: 29  (contrainteligencia ideológica).El 17 de julio, el Politburó del Comité Central del PCUS aprobó la Resolución n.º П 47/97 por la que se instituía el Quinto directorio al que fueron traspasados todos los casos de los disidentes soviéticos, incluidos los de Andréi Sájarov y Aleksandr Solzhenitsyn. Entre 1969 y 1983, el Directorio fue encabezado por el General del KGB Filip Bobkov (Philipp Bobkov).
A iniciativa de Andrópov, en 1974, el escritor Aleksandr Solzhenitsyn, futuro Premio Nobel de Literatura, fue privado de la ciudadanía soviética y expulsado de la URSS y, en 1980, el físico Andréi Sájarov, futuro Premio Nobel de la Paz, fue desterrado a Gorki donde fue privado del trabajo de investigador y hasta de línea telefónica.
En 1968, como Director del KGB, emitió la orden «Sobre las tareas de los organismos de Seguridad del Estado en la lucha contra el sabotaje ideológico del adversario», convocando la lucha contra los disidentes y sus "amos imperialistas". El 29 de abril de 1969, presentó ante el Comité Central del PCUS, un elaborado plan para la creación de una red de hospitales psiquiátricos a fin de defender «el Gobierno soviético y el orden socialista» de los disidentes.: 177  Su propuesta de utilizar la psiquiatría para represaliar a disidentes fue aplicada a Vladímir Bukovski, Natalia Gorbanévskaya, Zhorés Medvédev, entre muchos otros.: 42  (Véase Psiquiatría represiva en la Unión Soviética.)
A pesar de la persecución de intelectuales disidentes, Andrópov era visto como un político relativamente culto por algunos poetas y escultores como Yevgueni Yevtushenko y Ernst Neizvestny, ya que escribía poemas líricos, conocía la pintura y la música clásica y hablaba idiomas. Pese a esto persiguió al poeta y futuro Premio Nobel de Literatura Joseph Brodsky, haciéndolo emigrar a Occidente bajo amenaza de meterlo en una psijushka, es decir un hospital psiquiátrico.

### Papel en la invasión de Afganistán
Andrópov desempeñó el papel dominante en la decisión de invadir Afganistán en 1979. Insistió en la invasión, aunque esperaba que la comunidad internacional le echara la culpa a la URSS por esta acción; la decisión condujo a la invasión soviética de Afganistán (1979-1988). Fue el cerebro de la Operación Tormenta-333 que tuvo por objetivo el derrocamiento del presidente de la República Democrática de Afganistán Hafizullah Amín.

### Juan Pablo II como amenaza al poder soviético
Tras la elección de Juan Pablo II como papa en 1978, Andrópov telefoneó al responsable del KGB en Varsovia echándole en cara cómo un ciudadano de un país comunista pudo haber sido elegido papa, culpando este último al responsable en Roma. Ordenó una investigación, concluyendo que la elección había sido organizada por una conspiración germano-estadounidense en la que eran elementos clave dos polacos: Zbigniew Brzezinski y John Krol. Esta teoría dio lugar a una amenaza real: un papa polaco desestabilizaría Polonia y socavaría la influencia soviética en toda Europa Oriental. El problema era serio y el Comité Central encargó a Oleg Bogomólov para que estudiase el tema con profundidad:

[...] el nuevo papa probablemente emprenderá una campaña a favor de los derechos humanos y la libertad religiosa en el bloque soviético. Se trataba de una amenaza muy seria que requería la adopción de medidas para contrarrestarla, por ejemplo el acercamiento a las iglesias católicas de las Ucrania y Lituania y dar a entender que la réplica a los problemas causados por el Vaticano serían una mayor represión de las iglesias del bloque oriental [...]

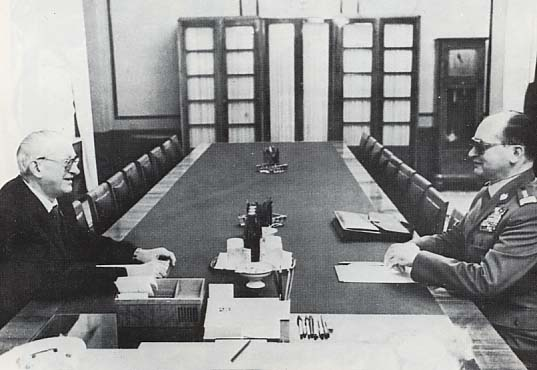
Andrópov & Wojciech Jaruzelski (Polonia, alrededor de 1980).

Luego del fallido atentado contra el papa tanto Vasili Mitrojin como Oleg Gordievski, dos disidentes del KGB, hablaron sobre la posibilidad de la implicación soviética y Alí Agca, autor del atentado, mantuvo esta versión en un inicio. Sin embargo, las pruebas concluyentes se basaron en rumores y declaraciones sin sustento, puesto que no hay constancia de la participación del KGB u otro servicio secreto.
En declaraciones más recientes Agca señala que el entonces secretario de Estado de la Santa Sede Agostino Casaroli fue el cerebro de toda la operación, que, según Agca, tenía como segundo objetivo intentar hundir a la URSS responsabilizando al KGB de planear el atentado magnicida.

### Medidas contra el terrorismo y la corrupción
Bajo Andrópov el KGB se reafirmó a sí mismo como un actor político, siendo hasta cierto punto independiente dentro de la estructura del partido, ordenó formar el comando Alfa, que serviría para luchar contra el terrorismo en el período de las reformas de la década de 1990. Además, durante esos años el KGB recogía abundante información sobre la corrupción y, particularmente, la que se daba en la cúpula gobernante del país. Ganaron fama los casos de especulación con caviar negro y de la actividad de los círculos mafiosos en varias repúblicas del sur de la URSS.
Andrópov fue el director del KGB más longevo y no dimitió como jefe de ese organismo hasta mayo de 1982, cuando fue promovido nuevamente a la Secretaría para suceder al fallecido Mijaíl Súslov como secretario encargado de los asuntos ideológicos.

## Líder de la Unión Soviética
Dos días después de la muerte de Leonid Brézhnev, el 12 de noviembre de 1982, Andrópov fue elegido a Secretario General del PCUS, siendo el único exdirector del KGB en ocupar ese puesto. Su nombramiento fue recibido en Occidente con aprensión, debido a sus papeles en ella KGB y en Hungría. En ese momento, su trasfondo personal era un misterio en Occidente, con los principales periódicos imprimiendo detallados perfiles sobre él que eran inconsistentes y en muchos casos fabricados.
La sabiduría de Andrópov mostraba que era un intelectual que sobresalía sobre el fondo gris del Politburó de los años del estancamiento brezhneviano, era una persona creativa, que no se privaba de la autoironía. En su círculo de personas de confianza se permitía razonamientos relativamente liberales y, a diferencia de Brézhnev, era indiferente ante los halagos y el lujo, no toleraba el soborno ni la malversación de fondos. Sin embargo, es evidente que en cuestiones de principios, Andrópov mantenía una posición conservadora rígida. El director del Quinto directorio del KGB, Filip Bobkov recordó:

Él heredó las mejores cualidades de los revolucionarios de la vieja guardia [...] fue un verdadero constructor de la nueva sociedad [...], un hombre muy educado [...], leía mucho y seguía a la literatura, amaba la música y escribía poesía.

Durante su mandato, Andrópov trató de mejorar la economía aumentando la eficacia de la gestión sin cambiar los principios de la economía socialista. También buscó descentralizar la planificación y mejorar la productividad y propuso un sistema de brigadas para el sector agrícola con el objetivo de estimular la producción real y la diferenciación salarial. Más tarde, su hijo Ígor afirmó que a su padre le interesaba en especial el modelo social y económico sueco. Pero a pesar de su corto mandato, en 1983 la producción industrial fue un 5 % más elevada que el año anterior, y la producción agrícola creció un 7 %.
En contraste con la política de Brézhnev de evitar conflictos y despidos, comenzó a luchar contra la violación de la disciplina en el Partido, el Estado y el trabajo, que condujo a significativos cambios de personal. Durante sus 15 meses en el cargo, Andrópov despidió a 18 ministros, 37 primeros secretarios de obkoms (comités de óblast), kraikoms (comités de krai) y miembros de los Comités Centrales de los Partidos Comunistas de las repúblicas; comenzaron a darse casos de enjuiciamiento contra altos oficiales del Partido y el Estado. Por primera vez, los hechos acerca del estancamiento económico y los obstáculos para el progreso científico fueron puestos a disposición del público y criticados. Los cambios visibles de sus reformas ocurrieron solo en el interior del partido, donde se buscó renovar las filas del mismo, retirando a los ancianos y promoviendo a la gente más joven. Estas medidas hicieron que Mijaíl Gorbachov apareciera en los pasillos del poder.
En política exterior, la guerra en Afganistán fue continuada, aunque Andrópov - que sentía que la invasión pudo haber sido un error - analizó a medias las opciones para una retirada negociada. Su gobierno se caracterizó también por el deterioro de las relaciones con los Estados Unidos. Los planes estadounidenses de desplegar misiles Pershing en Europa Occidental en respuesta a los misiles soviéticos SS-20 fueron polémicos. Pero cuando el negociador estadounidense, Paul Nitze, sugirió un plan de compromiso para los misiles nucleares en Europa durante el famoso "paseo por el bosque", con el negociador soviético Yuli Kvitsinsky, los soviéticos nunca respondieron. Kvitsinsky escribiría más tarde que, a pesar de sus propios esfuerzos, el lado soviético no estaba interesado en el compromiso y que en su lugar, calculaban que los movimientos por la paz en Occidente obligaría a los estadounidenses a capitular. El 8 de marzo de 1983, durante el mandato de Andrópov como Secretario General, el presidente estadounidense Ronald Reagan dijo su famosa frase que catalogaba a la Unión Soviética como un «imperio del mal».
En agosto de 1983, Andrópov hizo un sensacional anuncio de que el país detendría todo el trabajo sobre las armas espaciales y, uno de sus actos más notables durante su corto tiempo como líder de la Unión Soviética fue la respuesta a una carta de una niña estadounidense de 10 años de Maine llamada Samantha Smith, invitándola a visitar la Unión Soviética. Algunas personas creyeron que esta era una estrategia de la propaganda soviética, no obstante el viaje de la niña, resultó en un proyecto de paz e intercambios entre ambas superpotencias y otros países. Smith hizo amistad con niños de Moscú y se convertiría en embajadora de Buena Voluntad y una pacifista muy conocida. Mientras tanto las conversaciones entre los soviéticos y estadounidenses sobre el control de las armas nucleares de alcance intermedio en Europa, fueron suspendidas por la Unión Soviética en noviembre de 1983; debido a la negativa de la administración Reagan de detener su proyecto de militarización del espacio (Guerra de las galaxias), que fue visto por los soviéticos cómo una clara amenaza hacia la URSS. A finales de 1983, los soviéticos rompieron todas las negociaciones sobre el control de armas.
Las tensiones de la Guerra Fría se verían agravadas por el derribo cerca de la isla Moneron de un avión civil por cazas soviéticos, el vuelo 007 de Korean Air llevaba a bordo 269 pasajeros y la tripulación, incluyendo al congresista de Georgia, Larry McDonald. El KAL 007 se había desviado sobre la Unión Soviética el 1 de septiembre de 1983, en su camino desde Anchorage, Alaska, a Seúl, Corea del Sur, sobrevolando unas bases soviéticas de misiles y submarinos atómicos. La defensa antiaérea soviética confundió el avión civil con un avión espía estadounidense que llevaba un rumbo paralelo y ordenó el despegue de un caza interceptor desde la base Sókol en la isla de Sajalín. Pero a pesar de que el piloto trató de avisar a los surcoreanos por órdenes del mando terrestre, derribó al avión mediante dos impactos al no obtener respuesta.

## Muerte y funeral

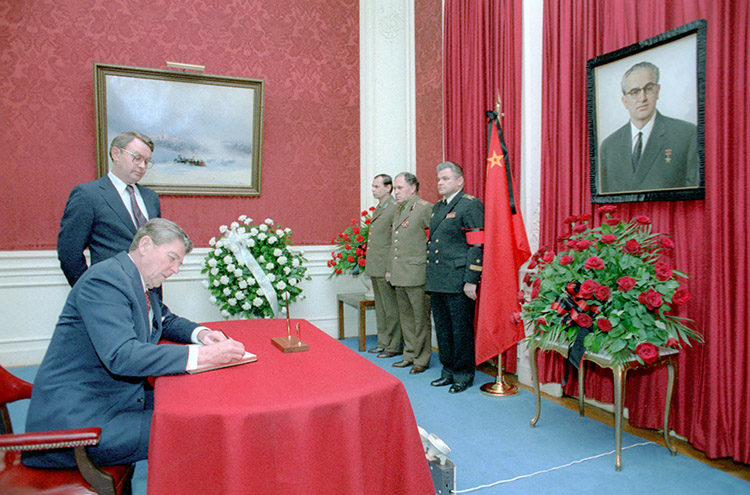
Presidente Ronald Reagan en la embajada soviética firmando el libro de condolencias por la muerte de Andrópov.

A los 69 años de edad, la enfermedad renal que padecía Andrópov desde la Segunda Guerra Mundial se agravó y en sus últimos años de vida debía acudir dos veces a la semana al Hospital Clínico Central de Moscú para realizar un tratamiento de diálisis. Las personas que lo visitaron afirman que el líder soviético mantuvo las facultades mentales hasta sus últimos momentos de vida. Durante sus últimos meses de vida, Andrópov se vio obligado a gobernar desde una sala de hospital de la clínica del Kremlin. Al mismo tiempo, algunos expertos, entre ellos el politólogo Serguéi Gavrov, creían que Andrópov podría convertirse en un "Deng Xiaoping ruso", si hubiera implementado las reformas necesarias para salvar a la Unión Soviética de su disolución. No obstante, Andrópov falleció de un fallo renal el 9 de febrero de 1984 a las 16 horas y 50 minutos. Su sepulcro está en la plaza Roja de Moscú, en la Necrópolis de la Muralla del Kremlin. Posteriormente sería sucedido por Konstantín Chernenko, en circunstancias que parecían repetirse a las del gobierno de Andrópov. Chernenko había estado afectado por severos problemas de salud cuando ascendió al máximo puesto de la URSS, e incluso duró menos tiempo en el cargo (13 meses). Al igual que Andrópov, Chernenko pasó mucho de su tiempo hospitalizado, y también falleció en posesión del cargo, en marzo de 1985. Chernenko fue sucedido por Mijaíl Gorbachov, quien implementó las políticas de perestroika y glásnost para reformar económica y políticamente a la Unión Soviética. El 26 de diciembre de 1991, la URSS fue disuelta.

## Vida privada
Yuri Andrópov estuvo casado en dos ocasiones. Su primer matrimonio fue con Nina Ivánovna Yengálycheva (1915-1994) comenzó en 1935 y duró apenas hasta los años de la preguerra. Con ella tuvo dos hijos, Yevguenia nacida en 1936 y Vladímir (1940-1975). Su segundo matrimonio fue con Tatiana Filípovna Lébedeva, comenzó en 1940 y duró hasta su muerte en 1984. Con ella también tuvo dos hijos, Ígor (1941-2006) quien hizo la carrera diplomática y fue embajador soviético en Grecia e Irina, nacida en 1946.

## Legado

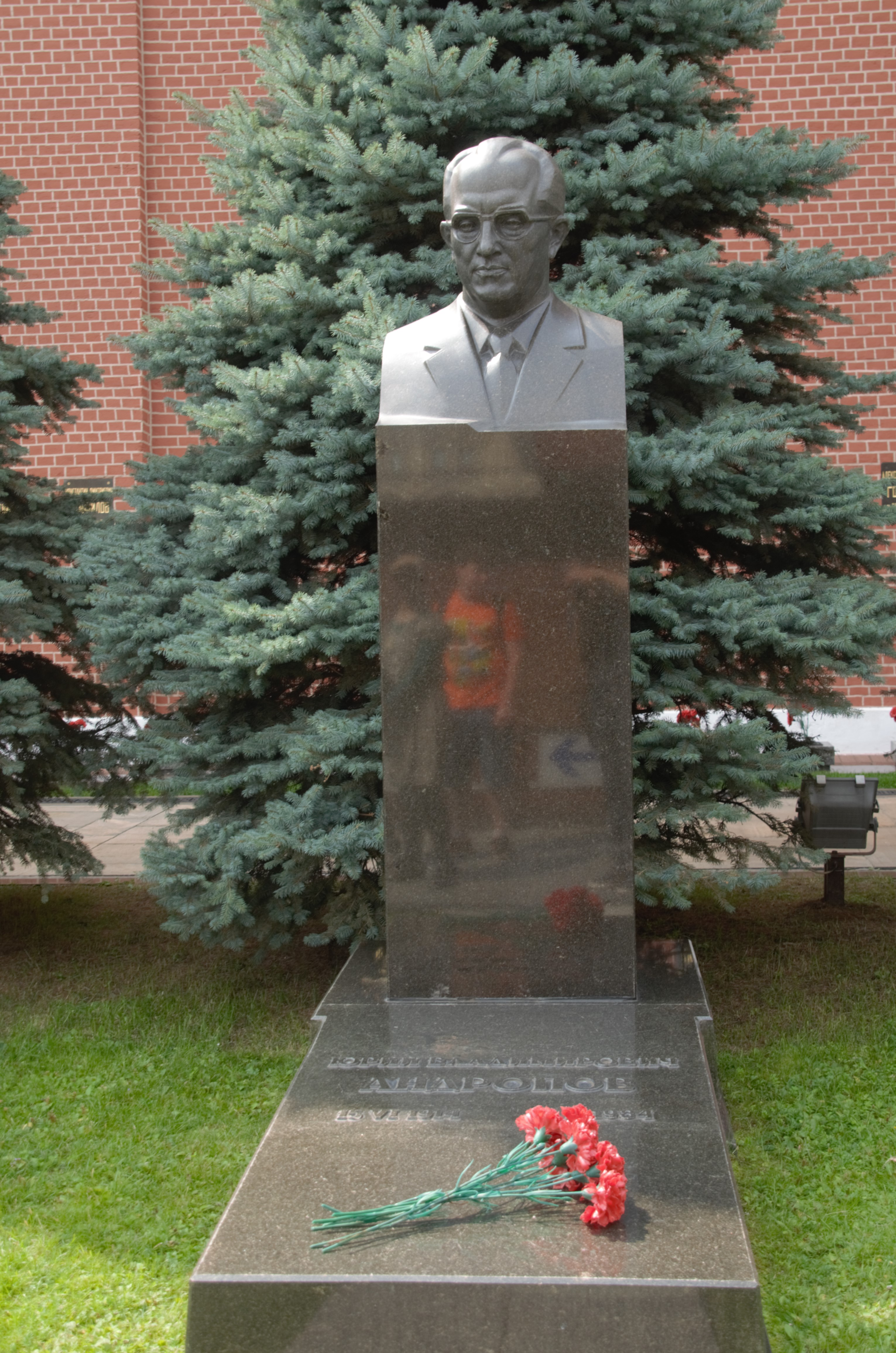
Tumba de Andropov en la Necrópolis de la Muralla del Kremlin.

El legado de Andropov sigue siendo objeto de mucho debate en Rusia y en otros lugares entre académicos y medios populares. Sigue siendo el foco de los documentales de televisión y la no ficción popular, particularmente en aniversarios importantes. Como jefe del KGB, Andrópov fue despiadado contra la disidencia, y el autor David Remnick, quien cubrió la Unión Soviética para The Washington Post en la década de 1980, lo llamó "profundamente corrupto, una bestia". Aleksandr Yákovlev, más tarde asesor de Gorbachov e ideólogo de la perestroika, dijo: "En cierto modo, siempre pensé que Andrópov era el más peligroso de todos, simplemente porque era más inteligente que el resto". Pero el propio Andrópov, recordó Yakovlev, volvió a ocupar un alto cargo en Moscú en 1983 después de un exilio de diez años como embajador en Canadá tras atacar el chovinismo ruso. Yákovlev también fue un colega cercano del asociado de Andrópov, el general del KGB Yevgueni Primakov, más tarde primer ministro de Rusia. Andrópov comenzó a seguir la tendencia de reemplazar a los funcionarios mayores por otros considerablemente más jóvenes.